# FC Steaua București în sezonul 2007–08
Sezonul 2007–08 a fost al 59-lea sezon consecutiv pentru Steaua București în primul eșalon al fotbalului românesc. A încheiat campionatul pe locul secund, la un punct distanță de CFR Cluj. Au rămas celebre Cazul Bricheta, când arbitrul Alexandru Deaconu a fost lovit în cap cu o brichetă iar Rapidul a pierdut meciul la masa verde cu 3-0 și Cazul Valiza, în care Gigi Becali a încercat să stimuleze financiar echipa Universitatea Cluj cu 1,7 milioane de euro pentru a-și apăra corect șansele cu CFR Cluj, fiind prins în flagrant de procurorii DNA și ulterior condamnat de ICCJ în data de 04.06.2013 printr-o sentință definitivă și irevocabilă la 3 ani de închisoare cu executare  În Cupa României s-a oprit în șaisprezecimi, fiind eliminată de Unirea Urziceni. În Liga Campionilor, Steaua a obținut un singur punct, cu Slavia Praga.

## Jucători

### Transferuri

#### Veniri
| Total cheltuieli: €11,06M | Total cheltuieli: €11,06M     | Total cheltuieli: €11,06M |
| Jucător                   | De la                         | Cost                      |
| ------------------------- | ----------------------------- | ------------------------- |
| Eric Bicfalvi             | Jiul Petroșani                | €0.3M                     |
| Valentin Bădoi            | Rapid București               | €0.55M                    |
| Mihai Guriță              | Farul Constanța               | €0.1M                     |
| Cosmin Vâtcă              | Oțelul Galați                 | €0.5M                     |
| Adrian Neaga              | Seongnam Ilhwa Chunma         | €0.61M                    |
| Ifeanyi Emeghara          | Politehnica Știința Timișoara | €1.2M                     |
| Paweł Golański            | Korona Kielce                 | €1.3M                     |
| Alexandru Iacob           | Corvinul Hunedoara            | €0.4M                     |
| Emil Ninu                 | Progresul București           | €0.2M                     |
| Róbinson Zapata           | Cúcuta Deportivo              | €0.5M                     |
| Ionuț Rada                | Rapid București               | €0.8M                     |
| Dorel Zaharia             | Gloria Bistrița               | €0.5M                     |
| Mihăiță Pleșan            | Politehnica Știința Timișoara | €1.5M                     |
| Romeo Surdu               | CFR Cluj                      | €1M                       |
| Habib Habibou             | Charleroi                     | Împrumutat                |
| Dino Eze                  | Gloria Buzau                  | €0.2M                     |
| Pepe Moreno               | Independiente                 | Împrumutat                |
| Andrés Mendoza            | Metalurg Donețk               | Gratis                    |
| Dayro Moreno              | Once Caldas                   | €1.4M                     |
| Răzvan Ochiroșii          | Gloria Buzău                  | Întors din împrumut       |
| Alexandru Iacob           | Gloria Buzău                  | Întors din împrumut       |
| Alin Lițu                 | Gloria Buzău                  | Întors din împrumut       |
| Emil Ninu                 | Gloria Buzău                  | Întors din împrumut       |
| Alexandru Tudose          | Gloria Buzău                  | Întors din împrumut       |
| Eric Bicfalvi             | Gloria Buzău                  | Întors din împrumut       |
| Dino Eze                  | Gloria Buzău                  | Întors din împrumut       |
| André Nunes               | Gloria Buzău                  | Întors din împrumut       |
| Valentin Simion           | Gloria Buzău                  | Întors din împrumut       |
| Vasilică Cristocea        | Ceahlăul Piatra Neamț         | Întors din împrumut       |
| Marius Croitoru           | Ceahlăul Piatra Neamț         | Întors din împrumut       |

#### Plecări
| Total câștiguri: €5,06M | Total câștiguri: €5,06M       | Total câștiguri: €5,06M |
| Jucător                 | La                            | Cost                    |
| ----------------------- | ----------------------------- | ----------------------- |
| Daniel Oprița           | Dinamo București              | Gratis                  |
| Stelian Stancu          | Politehnica Știința Timișoara | €0.2M                   |
| Sorin Paraschiv         | Rimini Calcio                 | €0.5M                   |
| Élton                   | Al-Nasr                       | €0.5M                   |
| Cyril Théréau           | Anderlecht                    | €2.9M                   |
| Klemi Saban             | Maccabi Netanya               | Gratis                  |
| Gigel Coman             | Universitatea Cluj            | €0.1M                   |
| Gabriel Boștină         | Dinamo București              | €0.1M                   |
| Mihai Guriță            | Farul Constanța               | Gratis                  |
| Andrey                  | Cruzeiro                      | Disponibilizat          |
| Valentin Bădoi          | Politehnica Știința Timișoara | Gratis                  |
| Dorel Zaharia           | UTA Arad                      | €0.26M                  |
| Victoraș Iacob          | Kaiserslautern                | €0.5M                   |
| Vasilică Cristocea      | Steaua II București           | Echipa a II-a           |
| Marius Croitoru         | Steaua II București           | Echipa a II-a           |
| Alexandru Iacob         | Steaua II București           | Echipa a II-a           |

#### Împrumutați
| Jucător            | Împrumutat la         |
| ------------------ | --------------------- |
| Alexandru Iacob    | Gloria Buzău          |
| Alin Lițu          | Gloria Buzău          |
| Emil Ninu          | Gloria Buzău          |
| Alexandru Tudose   | Gloria Buzău          |
| Eric Bicfalvi      | Gloria Buzău          |
| Dino Eze           | Gloria Buzău          |
| André Nunes        | Gloria Buzău          |
| Valentin Simion    | Gloria Buzău          |
| Vasilică Cristocea | Ceahlăul Piatra Neamț |
| Marius Croitoru    | Ceahlăul Piatra Neamț |

## Statistici

### Meciuri și goluri
| Nr.                                                  | Naț                     | Poz | Jucător            | Total | Total | Liga I | Liga I | Cupa României | Cupa României | Liga Campionilor | Liga Campionilor |
| Nr.                                                  | Naț                     | Poz | Jucător            | Apps  | Goals | Apps   | Goals  | Apps          | Goals         | Apps             | Goals            |
| ---------------------------------------------------- | ----------------------- | --- | ------------------ | ----- | ----- | ------ | ------ | ------------- | ------------- | ---------------- | ---------------- |
| 1                                                    | Columbia                | P   | Róbinson Zapata    | 42    | 0     | 33     | 0      | 0             | 0             | 9                | 0                |
| 3                                                    | România                 | F   | Dorin Goian        | 31    | 5     | 23     | 2      | 0             | 0             | 8                | 3                |
| 4                                                    | Polonia                 | F   | Paweł Golański     | 27    | 1     | 21     | 1      | 2             | 0             | 4                | 0                |
| 5                                                    | România                 | F   | Ionuț Rada         | 28    | 1     | 17     | 1      | 1             | 0             | 10               | 0                |
| 6                                                    | România                 | M   | Mirel Rădoi        | 19    | 0     | 16     | 0      | 0             | 0             | 3                | 0                |
| 8                                                    | România                 | M   | Ovidiu Petre       | 35    | 3     | 26     | 2      | 0             | 0             | 9                | 1                |
| 9                                                    | România                 | A   | Valentin Badea     | 24    | 4     | 16     | 2      | 2             | 1             | 6                | 1                |
| 10                                                   | România                 | A   | Nicolae Dică       | 40    | 10    | 30     | 9      | 0             | 0             | 10               | 1                |
| 11                                                   | Republica Centrafricană | A   | Habib Habibou      | 8     | 1     | 8      | 1      | 0             | 0             | 0                | 0                |
| 12                                                   | România                 | P   | Cornel Cernea      | 3     | 0     | 1      | 0      | 1             | 0             | 1                | 0                |
| 13                                                   | Nigeria                 | F   | Ifeanyi Emeghara   | 18    | 0     | 12     | 0      | 1             | 0             | 5                | 0                |
| 15                                                   | România                 | F   | Mihai Neșu         | 26    | 0     | 21     | 0      | 0             | 0             | 5                | 0                |
| 16                                                   | România                 | M   | Bănel Nicoliță     | 35    | 4     | 27     | 3      | 0             | 0             | 8                | 1                |
| 17                                                   | România                 | F   | Eugen Baciu        | 17    | 0     | 14     | 0      | 2             | 0             | 1                | 0                |
| 18                                                   | România                 | F   | Petre Marin        | 26    | 0     | 18     | 0      | 1             | 0             | 7                | 0                |
| 20                                                   | România                 | M   | Florin Lovin       | 32    | 0     | 24     | 0      | 0             | 0             | 8                | 0                |
| 21                                                   | România                 | A   | Răzvan Ochiroșii   | 0     | 0     | 0      | 0      | 0             | 0             | 0                | 0                |
| 22                                                   | Columbia                | A   | Pepe Moreno        | 15    | 5     | 15     | 5      | 0             | 0             | 0                | 0                |
| 23                                                   | România                 | M   | Mihăiță Pleșan     | 15    | 2     | 14     | 2      | 0             | 0             | 1                | 0                |
| 24                                                   | România                 | F   | Sorin Ghionea      | 12    | 1     | 12     | 1      | 0             | 0             | 0                | 0                |
| 25                                                   | România                 | A   | Adrian Neaga       | 35    | 4     | 26     | 3      | 1             | 0             | 8                | 1                |
| 27                                                   | Columbia                | A   | Dayro Moreno       | 11    | 5     | 11     | 5      | 0             | 0             | 0                | 0                |
| 29                                                   | Peru                    | A   | Andrés Mendoza     | 15    | 2     | 15     | 2      | 0             | 0             | 0                | 0                |
| 82                                                   | România                 | P   | Cosmin Vâtcă       | 2     | 0     | 0      | 0      | 2             | 0             | 0                | 0                |
| 84                                                   | România                 | A   | Romeo Surdu        | 20    | 0     | 12     | 0      | 2             | 0             | 6                | 0                |
| Jucători vânduți sau împrumutați pe durata sezonului |                         |     |                    |       |       |        |        |               |               |                  |                  |
| 2                                                    | România                 | F   | Emil Ninu          | 2     | 0     | 0      | 0      | 2             | 0             | 0                | 0                |
| 7                                                    | România                 | M   | Eric Bicfalvi      | 15    | 1     | 9      | 1      | 2             | 0             | 4                | 0                |
| 11                                                   | România                 | M   | Gabriel Boștină    | 1     | 0     | 1      | 0      | 0             | 0             | 0                | 0                |
| 14                                                   | România                 | M   | Vasilică Cristocea | 13    | 0     | 8      | 0      | 2             | 0             | 3                | 0                |
| 19                                                   | România                 | A   | Victoraș Iacob     | 12    | 2     | 7      | 2      | 1             | 0             | 4                | 0                |
| 26                                                   | România                 | M   | Marius Croitoru    | 21    | 0     | 12     | 0      | 1             | 0             | 8                | 0                |
| 26                                                   | Nigeria                 | A   | Dino Eze           | 0     | 0     | 0      | 0      | 0             | 0             | 0                | 0                |
| 29                                                   | România                 | M   | Valentin Bădoi     | 17    | 0     | 10     | 0      | 2             | 0             | 5                | 0                |
| 30                                                   | România                 | A   | Dorel Zaharia      | 22    | 7     | 14     | 1      | 2             | 3             | 6                | 3                |
| 31                                                   | România                 | F   | Alexandru Iacob    | 0     | 0     | 0      | 0      | 0             | 0             | 0                | 0                |
| 34                                                   | România                 | A   | Mihai Guriță       | 0     | 0     | 0      | 0      | 0             | 0             | 0                | 0                |

## Competiții

### Liga I

#### Clasament
| Poz | Echipa       | MJ | V  | E  | Î | GM | GP | G   | Pct | Promovare sau retrogradare               | Rezultat direct                           |
| --- | ------------ | -- | -- | -- | - | -- | -- | --- | --- | ---------------------------------------- | ----------------------------------------- |
| 1   | CFR Cluj (C) | 34 | 23 | 7  | 4 | 52 | 22 | +30 | 76  | Faza grupelor Ligii Campionilor 2008-09  |                                           |
| 2   | Steaua       | 34 | 23 | 6  | 5 | 51 | 19 | +32 | 75  | LC 2008–2009, turul al II-lea preliminar |                                           |
| 3   | Rapid        | 34 | 18 | 7  | 9 | 52 | 31 | +21 | 61  | Cupa UEFA 2008-09, turul I               | RAP: 7 puncte DIN: 5 puncte UNI: 3 puncte |
| 4   | Dinamo       | 34 | 17 | 10 | 7 | 55 | 36 | +19 | 61  | Cupa UEFA 2008-09, turul I               | RAP: 7 puncte DIN: 5 puncte UNI: 3 puncte |
| 5   | Unirea       | 34 | 16 | 13 | 5 | 42 | 24 | +18 | 61  | Cupa UEFA 2008-09, turul I               | RAP: 7 puncte DIN: 5 puncte UNI: 3 puncte |

Sursa: ro
Reguli de clasare: 
1) puncte; 2) puncte în meciurile directe; 3) diferența de goluri în meciurile directe; 4) goluri marcate în meciurile directe; 5) diferența de goluri; 6) goluri marcate.
notes
POZ = Poziția în clasament; (C) = Campioană; (R) = Retrogradată; (P) = Promovată; (E) = Eliminată; (O) = Câștigătoare de play-off; (A) = Avansează în runda următoare. 
Aplicabil doar când sezonul nu este terminat: 
(Q) = Calificare în faza competiției indicată; (TQ) = Calificare în competiție, dar încă nu în faza indicată; (RQ) = Calificată în competiția de retrogradare indicată; (DQ) = Descalificată din competiție.

Head-to-Head: rezultatele în meciurile directe sunt folosite pentru a departaja echipele.

#### Rezultate
| 27 iulie 2007Etapa 1 | Steaua București     | 2 – 1 | Ceahlăul Piatra Neamț | București                                                                   |  |
| 20:30                | Dică 14' (pen.), 62' |       | 12' (pen.) Vranjković | Stadion: Steaua Spectatori: 0 (porțile închise) Arbitru: Sebastian Colțescu |  |

| 3 august 2007Etapa 2 | Farul Constanța | 0 – 1 | Steaua București | Constanța                                                  |  |
| 20:30                |                 |       | 62' Dică         | Stadion: Farul Spectatori: 15,000 Arbitru: Alexandru Tudor |  |

| 11 august 2007Etapa 3 | Steaua București | 1 – 0 | Poli Iași | București                                                  |  |
| 20:45                 | Bicfalvi 79'     |       |           | Stadion: Steaua Spectatori: 12,000 Arbitru: Cristian Balaj |  |

| 19 august 2007Etapa 4 | CFR Cluj | 0 – 0 | Steaua București | Cluj-Napoca                                                                       |  |
| 20:30                 |          |       |                  | Stadion: Dr. Constantin Rădulescu Spectatori: 12,000 Arbitru: Augustus Constantin |  |

| 2 septembrie 2007Etapa 6 | Unirea Urziceni | 1 – 0 | Steaua București | Urziceni                                                      |  |
| 17:00                    | Galamaz 90+1'   |       |                  | Stadion: Tineretului Spectatori: 7,000 Arbitru: Tiberiu Lajos |  |

| 16 septembrie 2007Etapa 7 | Steaua București | 0 – 0 | Rapid București | București                                                     |  |
| 20:30                     |                  |       |                 | Stadion: Steaua Spectatori: 22,000 Arbitru: Alexandru Deaconu |  |

| 22 septembrie 2007Etapa 8 | UTA Arad         | 1 – 1 | Steaua București | Arad                                                                         |  |
| 17:00                     | Edson 82' (pen.) |       | 57' Nicoliță     | Stadion: Francisc von Neumann Spectatori: 17,000 Arbitru: Teodor Crăciunescu |  |

| 29 septembrie 2007Etapa 9 | Steaua București | 1 – 0 | FC Vaslui | București                                                |  |
| 20:45                     | Rada 65'         |       |           | Stadion: Steaua Spectatori: 7,472 Arbitru: Aurel Bogaciu |  |

| 7 octombrie 2007Etapa 10 | Dacia Mioveni   | 1 – 2 | Steaua București | Mioveni                                                    |  |
| 20:30                    | Rada 35' (aut.) |       | 45+2', 90' Iacob | Stadion: Dacia Spectatori: 4,500 Arbitru: Victor Berbecaru |  |

| 27 octombrie 2007Etapa 12 | Universitatea Cluj     | 2 – 1 | Steaua București | Cluj-Napoca                                                 |  |
| 15:00                     | Jovanović 34' Goga 85' |       | 21' Nicoliță     | Stadion: Ion Moina Spectatori: 7,000 Arbitru: István Kovács |  |

| 31 octombrie 2007Etapa 13 | Steaua București                        | 3 – 1 | Oțelul Galați | București                                              |  |
| 20:30                     | Dică 7' (65), pen.' Semeghin 32' (aut.) |       | 52' Székely   | Stadion: Steaua Spectatori: 17,000 Arbitru: Ionel Ivan |  |

| 4 noiembrie 2007Etapa 14 | Poli Știința            | 2 – 0 | Steaua București | Timișoara                                                                |  |
| 20:30                    | Rušič 13' Mansour 90+1' |       |                  | Stadion: Dan Păltinișanu Spectatori: 20,000 Arbitru: Augustus Constantin |  |

| 10 noiembrie 2007Etapa 15 | Steaua București | 1 – 0 | Universitatea Craiova | București                                                  |  |
| 20:45                     | Nicoliță 27'     |       |                       | Stadion: Steaua Spectatori: 1,500 Arbitru: Alexandru Tudor |  |

| 12 noiembrie 2007Etapa 5 (amânat) | Steaua București | 0 – 0 | Pandurii Târgu Jiu | București                                                   |  |
| 20:30                             |                  |       |                    | Stadion: Steaua Spectatori: 7,249 Arbitru: Alexandru Ioniță |  |

| 24 noiembrie 2007Etapa 16 | Steaua București | 1 – 0 | Dinamo București | București                                                     |  |
| 20:30                     | Neaga 67'        |       |                  | Stadion: Steaua Spectatori: 23,552 Arbitru: Alexandru Deaconu |  |

| 30 noiembrie 2007Etapa 17 | Gloria Buzău | 1 – 1 | Steaua București | Buzău                                                   |  |
| 13:00                     | Bunică 90+1' |       | 78' Dică         | Stadion: Crâng Spectatori: 11,000 Arbitru: ștefan Erdei |  |

| 3 decembrie 2007Etapa 11 (amânat) | Steaua București | 1 – 0 | Gloria Bistrița | București                                               |  |
| 20:45                             | Toma 78' (aut.)  |       |                 | Stadion: Steaua Spectatori: 4,000 Arbitru: Marius Avram |  |

| 9 decembrie 2007Etapa 18 | Ceahlăul Piatra Neamț | 0 – 1 | Steaua București | Piatra Neamț                                                  |  |
| 19:00                    |                       |       | 19' Badea        | Stadion: Ceahlăul Spectatori: 7,000 Arbitru: Aurelian Bogaciu |  |

| 16 decembrie 2007Etapa 19 | Steaua București                        | 3 – 0 | Farul Constanța | București                                             |  |
| 17:00                     | Zaharia 17' Dică 78' Șchiopu 84' (aut.) |       |                 | Stadion: Steaua Spectatori: 1,200 Arbitru: Ionel Ivan |  |

| 24 februarie 2008Etapa 20 | Poli Iași                   | 2 – 1 | Steaua București | Iași                                                                      |  |
| 20:30                     | Nicoliță 3' (aut.) Onuț 60' |       | 47' Mendoza      | Stadion: Emil Alexandrescu Spectatori: 12,000 Arbitru: Teodor Crăciunescu |  |

| 2 martie 2008Etapa 21 | Steaua București                                       | 3 – 1 | CFR Cluj | București                                                   |  |
| 20:30                 | Hirschfeld 26' (aut.) Dayro Moreno 56' Ov. Petre 90+1' |       | 4' Trică | Stadion: Steaua Spectatori: 26,000 Arbitru: Alexandru Tudor |  |

| 8 martie 2008Etapa 22 | Pandurii Târgu Jiu | 0 – 1 | Steaua București | Târgu Jiu                                                                            |  |
| 20:45                 |                    |       | 64' Ov. Petre    | Stadion: Municipal Tudor Vladimirescu Spectatori: 10,000 Arbitru: Sebastian Colțescu |  |

| 16 martie 2008Etapa 23 | Steaua București | 1 – 0 | Unirea Urziceni | București                                              |  |
| 20:30                  | Habibou 82'      |       |                 | Stadion: Steaua Spectatori: 21,126 Arbitru: Ionel Ivan |  |

| 20 martie 2008Etapa 24 | Rapid București | 0 – 3 (Meci câștigat la masa verde cu 3 – 0) | Steaua București | București                                                                         |  |
| 20:30                  |                 |                                              |                  | Stadion: Giulești Valentin Stănescu Spectatori: 10,000 Arbitru: Alexandru Deaconu |  |

| 23 martie 2008Etapa 25 | Steaua București            | 2 – 1 | UTA Arad | București                                              |  |
| 20:30                  | Pepe Moreno 65' Badea 90+1' |       | 7' Mihuț | Stadion: Steaua Spectatori: 15,000 Arbitru: Lucian Dan |  |

| 30 martie 2008Etapa 26 | FC Vaslui | 0 – 1 | Steaua București | Vaslui                                                       |  |
| 16:00                  |           |       | 66' Pepe Moreno  | Stadion: Municipal Spectatori: 10,000 Arbitru: István Kovács |  |

| 6 aprilie 2008Etapa 27 | Steaua București          | 2 – 0 | Dacia Mioveni | București                                                   |  |
| 20:30                  | Goian 49' Pepe Moreno 56' |       |               | Stadion: Steaua Spectatori: 4,000 Arbitru: Victor Berbecaru |  |

| 10 aprilie 2008Etapa 28 | Gloria Bistrița | 1 – 3 | Steaua București                    | Reghin                                                    |  |
| 17:00                   | Toma 44'        |       | 19', 24' Dică 62' (aut.) Hadzibulic | Stadion: Avântul Spectatori: 5,000 Arbitru: Tiberiu Lajos |  |

| 14 aprilie 2008Etapa 29 | Steaua București                                      | 4 – 0 | Universitatea Cluj | București                                                      |  |
| 20:30                   | Pleșan 7' Golański 66' Neaga 90+1' Dayro Moreno 90+3' |       |                    | Stadion: Steaua Spectatori: 12,000 Arbitru: Mugurel Drăgănescu |  |

| 19 aprilie 2008Etapa 30 | Oțelul Galați | 0 – 1 | Steaua București | Galați                                                     |  |
| 17:00                   |               |       | 76' Pleșan       | Stadion: Oțelul Spectatori: 12,000 Arbitru: Cristian Balaj |  |

| 22 aprilie 2008Etapa 31 | Steaua București | 1 – 1 | Poli Știința | București                                                      |  |
| 20:30                   | Goian 49'        |       | 65' Bucur    | Stadion: Steaua Spectatori: 16,000 Arbitru: Sebastian Colțescu |  |

| 26 aprilie 2008Etapa 32 | Universitatea Craiova | 1 – 2 | Steaua București                 | Craiova                                                     |  |
| 17:00                   | Prepeliță 77'         |       | 75' Pepe Moreno 83' Dayro Moreno | Stadion: Extensiv Spectatori: 7,000 Arbitru: Ovidiu Hațegan |  |

| 4 mai 2008Etapa 33 | Dinamo București          | 2 – 1 | Steaua București | București                                                   |  |
| 20:30              | Bratu 30' Dănciulescu 52' |       | 75' Ghionea      | Stadion: Dinamo Spectatori: 14,000 Arbitru: Alexandru Tudor |  |

| 7 mai 2008Etapa 34 | Steaua București                                            | 5 – 0 | Gloria Buzău | București                                                  |  |
| 17:00              | Pepe Moreno 20' Dayro Moreno 62', 77' Neaga 67' Mendoza 72' |       |              | Stadion: Steaua Spectatori: 12,000 Arbitru: Cristian Balaj |  |

### Cupa României

#### Rezultate
| 26 septembrie 2007Șaisprezecimi | FCM Bacău | 0 – 4 | Steaua București                       | Bacău                                                         |  |
| 20:30                           |           |       | 38', 56', 83' Zaharia 61' (pen.) Badea | Stadion: Municipal Spectatori: 6,000 Arbitru: Alexandru Tudor |  |

| 6 decembrie 2007Optimi | Unirea Urziceni     | 2 – 0 | Steaua București | Urziceni                                                       |  |
| 20:30                  | Petre 18' Negru 46' |       |                  | Stadion: Tineretului Spectatori: 9,000 Arbitru: Ovidiu Hațegan |  |

### Liga Campionilor

#### Calificări

##### Turul 2 preliminar
| 31 iulie 2007Tur | Zagłębie Lubin | 0 – 1 | Steaua București | Lubin                                                                              |  |
| 20:45            |                |       | 54' Goian        | Stadion: Górniczy Ośrodek Sportu Spectatori: 7,000 Arbitru: Selçuk Dereli (Turcia) |  |

| 8 august 2007Retur | Steaua București         | 2 – 1 | Zagłębie Lubin | București                                                             |  |
| 20:30              | Nicoliță 38' Zaharia 82' |       | 29' Stasiak    | Stadion: Steaua Spectatori: 20,000 Arbitru: Mark Clattenburg (Anglia) |  |

##### Turul 3 preliminar
| 15 august 2007Tur | BATE Borisov               | 2 – 2 | Steaua București   | Barysaŭ                                                                 |  |
| 20:00             | Radzkow 40' Bliznyuk 90+3' |       | 58' Goian 84' Dică | Stadion: Horodskiy Spectatori: 4,300 Arbitru: Matteo Trefoloni (Italia) |  |

| 29 august 2007Retur | Steaua București      | 2 – 0 | BATE Borisov | București                                                        |  |
| 20:30               | Zaharia 12' Neaga 54' |       |              | Stadion: Steaua Spectatori: 24,254 Arbitru: Pieter Vink (Olanda) |  |

#### Faza grupelor
| Team             | Pld | W | D | L | GF | GA | GD  | Pts |
| ---------------- | --- | - | - | - | -- | -- | --- | --- |
| Sevilla          | 6   | 5 | 0 | 1 | 14 | 7  | +7  | 15  |
| Arsenal          | 6   | 4 | 1 | 1 | 14 | 4  | +10 | 13  |
| Slavia Praha     | 6   | 1 | 2 | 3 | 5  | 16 | -11 | 5   |
| Steaua București | 6   | 0 | 1 | 5 | 4  | 10 | -6  | 1   |

##### Rezultate
| 19 septembrie 2007Meciul 1 | Slavia Praha            | 2 – 1 | Steaua București | Praga                                                                                   |  |
| 20:45                      | Šenkeřík 13' Belaid 63' |       | 33' Goian        | Stadion: Evžena Rošického Spectatori: 15,723 Arbitru: Olegário Benquerença (Portugalia) |  |

| 2 octombrie 2007Meciul 2 | Steaua București | 0 – 1 | Arsenal        | București                                                          |  |
| 21:45                    |                  |       | 76' van Persie | Stadion: Steaua Spectatori: 12,807 Arbitru: Terje Hauge (Norvegia) |  |

| 23 octombrie 2007Meciul 3 | Sevilla                     | 2 – 1 | Steaua București | Sevilia                                                                             |  |
| 20:45                     | Kanouté 5' Luís Fabiano 17' |       | 63' Ov. Petre    | Stadion: Ramón Sánchez Pizjuán Spectatori: 28,945 Arbitru: Roberto Rosetti (Italia) |  |

| 7 noiembrie 2007Meciul 4 | Steaua București | 0 – 2 | Sevilla         | București                                                             |  |
| 21:45                    |                  |       | 25', 65' Renato | Stadion: Steaua Spectatori: 11,027 Arbitru: Herbert Fandel (Germania) |  |

| 27 noiembrie 2007Meciul 5 | Steaua București | 1 – 1 | Slavia Praha | București                                                            |  |
| 21:45                     | Badea 12'        |       | 78' Šenkeřík | Stadion: Steaua Spectatori: 11,000 Arbitru: Alain Hamer, (Luxemburg) |  |

| 12 decembrie 2007Meciul 6 | Arsenal               | 2 – 1 | Steaua București | London                                                              |  |
| 19:45                     | Diaby 8' Bendtner 42' |       | 68' Zaharia      | Stadion: Emirates Spectatori: 59,786 Arbitru: Yuri Baskakov (Rusia) |  |

## Staff

### Sportiv
- Antrenori: Gheorghe Hagi (demis), Massimo Pedrazzini (demis), Marius Lăcătuș
- Antrenori asistenți: Mihai Teja, Ioan Naghi, Massimo Pedrazzini
- Antrenor cu portarii: Andrei Speriatu
- Preparator fizic: Horea Codorean
- Medic: Radu Paligora
- Maseur: Cătălin Fandel

### Administrativ
- Președinte: Valeriu Argăseală
- Vicepreședinte: Iulian Ghiorghișor
- Căutător de talente: Mario Branco
- Departamentul de marketing: Andreea Chiriloiu
- Relații cu presa: Cătălin Făiniși

### Consiliul de administrație
- Președinte: George Becali
- Vice-Președinte: Teia Sponte
- Membrii: Lucian Becali, Vasile Geambazi
- Cenzor: Victor Manole, Mariana Istudor
- Cenzori suplimentari: Virgil Laurențiu Găman, Maria Apostoiu
- Acționari: Vasile Geambazi (37%), Constantin Geambazi (30%), Cătălin Ciubotă (26%), Tomaida Bădescu (4%), Marius Ianuli (3%)[6][7]

### Staff-ul Centrului de copii și juniori
- Manager general: Leonard Strizu
- Coordonator: Gigel Gheorghe
- Fizioterapeut: George Mărculescu
- Preparator fizic: Ciprian Prună